# 東阿爾頓 (伊利諾伊州)
東阿爾頓（英語：East Alton）是位於美國伊利諾伊州麥迪遜縣的一個村落。

## 地理
東阿爾頓的座標為38°53′00″N 90°06′22″W / 38.88333°N 90.10611°W，而該地最高點為海拔高度134米（即440英尺）。

## 人口
根據2010年美國人口普查的數據，東阿爾頓的面積為14.12平方千米，當中陸地面積為13.66平方千米，而水域面積為0.45平方千米。當地共有人口6301人，而人口密度為每平方千米446人。